# Athens (township, Contea di Bradford)
Athens  è una Township degli Stati Uniti d'America, nella contea di Bradford nello Stato della Pennsylvania. Secondo il censimento del 2000 la popolazione è di 5.058 abitanti.

## Società

### Evoluzione demografica
La composizione etnica vede una maggioranza di quella bianca (96,90%), seguita dagli asiatici (1,58%) dati del 2000.
| township di Athens Popolazione |       |
| 2000                           | 5.058 |
| Stima al 2009                  | 5.021 |